# Eille Norwood
 (janvier 2012).
Pour les articles homonymes, voir Norwood.
Eille Norwood (11 octobre 1861 - 24 décembre 1948) est un acteur britannique dont la carrière a été marquée par ses nombreuses incarnations du personnage Sherlock Holmes.

## Biographie
Eille Norwood naît Anthony Edward Brett à York, en Angleterre, le 11 octobre 1861. Son nom de scène provient vraisemblablement du nom de son amie Eileen, et de la ville de Norwood[réf. nécessaire]. De 1920 à 1923, il joue Sherlock Holmes dans 47 films muets (45 courts métrages, 2 longs métrages) réalisés par Maurice Elvey et George Ridgwell. Hubert Willis joue le rôle du Docteur Watson dans la totalité de ces films, à l'exception du dernier où Arthur Cullin le remplace. Il meurt à Londres le 24 décembre 1948.
Arthur Conan Doyle appréciait particulièrement l'incarnation de son personnage par Eille Norwood, et a déclaré : « Sa merveilleuse interprétation de Holmes m'a étonné » (« His wonderful impersonation of Holmes has amazed me »). Conan Doyle a publié d'autres aventures de Sherlock Holmes après la fin de la série avec Eille Norwood.
Il est enterré au cimetière de Green Lane de Farnham (Surrey).

## Filmographie sélective
- 1911 : Princess Clementina : James Stuart
- 1916 : Temptation's Hour
- 1916 : The Charlatan  : Dr. O'Kama
- 1920 : The Tavern Knight The Tavern Knight
- 1920 : The Hundredth Chance : Dr. Jonathon Capper
- 1921 : Gwyneth of the Welsh Hills : Lord Pryse
- 1921 : A Gentleman of France : Gaston de Marsac
- 1922 : The Recoil : Francis
- Sherlock Holmes (série de films, 1921-1923) : Sherlock Holmes